# George Skivington

a Compétitions nationales et continentales officielles uniquement.

Dernière mise à jour le 11 octobre 2020.
George Anthony Skivington, né le 3 décembre 1982 à Warrington, est un joueur et entraîneur anglais de rugby à XV évoluant au poste de deuxième ligne.

## Palmarès
- London Wasps
  - Vainqueur du Championnat d'Angleterre en 2004, 2005 et 2008
  - Vainqueur de la Coupe anglo-galloise en 2006

- Leicester Tigers
  - Finaliste du Championnat d'Angleterre en 2011 et 2012
  - Vainqueur de la Coupe anglo-galloise en 2012